# شهرستان بلسکی (استان تور)
شهرستان بلسکی (به لاتین: Belsky District) یک شهرستان در روسیه است که در استان تور واقع شده‌است.